# Shinji Miyadai
Shinji Miyadai (宮台 真司, Miyadai Shinji) (Sendai, 3 marzo 1959) è un sociologo giapponese.
È stato una presenza costante nel mondo delle lettere giapponesi fin dalla pubblicazione della sua tesi di dottorato nel 1989. Il suo controverso lavoro sulla Enjo kōsai in Giappone è stato oggetto di molte discussioni dopo la sua pubblicazione.